# Semiotellus minimus
Semiotellus minimus är en stekelart som beskrevs av Léon Abel Provancher 1881. Semiotellus minimus ingår i släktet Semiotellus och familjen puppglanssteklar. Inga underarter finns listade i Catalogue of Life.